# جاكاري
جاكاري هي مدينة، وبلدية في البرازيل، تابعة لولاية ساو باولو، بلغ عدد سكانها 191٬291 نسمة، في 2000، تبلغ مساحتها 464٫272 كيلومتر مربع، رمزها البريدي هو 12300-000.

## الموقع
تشترك في الحدود مع:
- Guararema [الإنجليزية]‏
- Santa Branca [الإنجليزية]‏
- Paraibuna [الإنجليزية]‏.

## أعلام
- فيليب دي سوزا كامبوس
- ويلينغتون غونسالفيس
- ألفريدو راموس